# Paghaghbyur
Paghaghbyur (en arménien Պաղաղբյուր ) est une communauté rurale du marz de Lorri en Arménie. En 2008, elle compte 184 habitants.